# فالتر لوبكه
فالتر لوبكه (بالألمانية: Walter Lübcke)‏ (1953 - 2019)، هو سياسي ألماني وحاكم مقاطعة كاسل بولاية هيسن بغرب ألمانيا. ينتمي إلى الاتحاد الديمقراطي المسيحي، معروف بمواقفه المؤيدة لاستقبال اللاجئين. اُغتيل يوم 2 يونيو 2019 برصاص في الرأس.
يوم 17 يونيو 2019 رجح الادعاء الاتحادي وجود «خلفية يمينية متطرفة» وراء مقتل المسؤول المحلي فالتر لوبكه، المعروف بمواقفه المؤيدة لاستقبال اللاجئين. الادعاء العام تولى التحقيق في القضية بعد توقيف مشتبه به معروف بميوله اليمينية المتطرفة. (يذكر أن قوات خاصة ألقت القبض على شخص (45 عاماً) في كاسل. وقال متحدث باسم النيابة الاتحادية أن الشخص المشتبه به ألماني ويدعى «شتيفان ي.»)